# Leo van den Bos

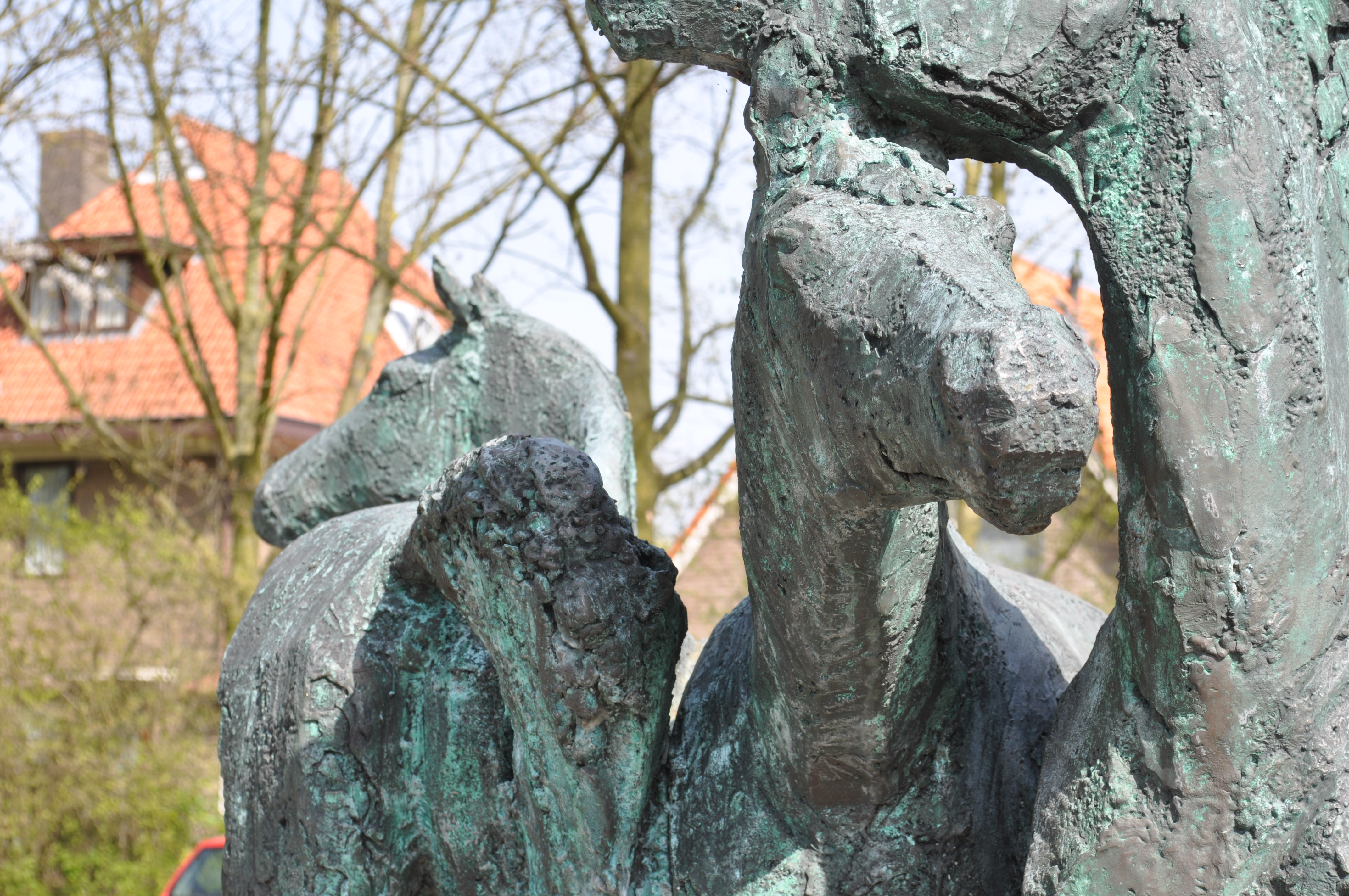
Detail Paarden (1998)

Leo van den Bos (Bergschenhoek, 1951) is een Nederlands beeldhouwer.

## Leven en werk
Van den Bos studeerde aan de Academie voor Beeldende Kunsten in Rotterdam (1971-1976) en de Rijksakademie van beeldende kunsten in Amsterdam (1976-1978). Hij was een leerling van Piet Esser, Paul Grégoire, Bram Roth en Arie Teeuwisse. Hij werkt zowel figuratief (mensen en paarden), als abstract.
Van den Bos exposeert geregeld, onder andere in een duo-expositie met Jan van Loon in Galerie 3 in Kampen (1981) en in groepsexposities met onder anderen Jon Gardella, Eddy Roos en Geer Steyn bij Ina Broerse in Laren (1983). In de jaren 80 sloot hij zich aan bij het Amsterdams Beeldhouwers Kollektief (ABK), met Barbara de Clerq, Mieke Folgering, Karin van Ommeren, Saskia Pfaeltzer, Else Ringnalda en Anja Vosdingh Bessem, later bij Ondernemende Kunstenaars (OK) met Saskia Pfaeltzer, Chiel Vluggen, Helga Vos en Anja Vosdingh Bessem. 

## Enkele werken
- 1979: doopvont voor de Dorpskerk in Eelde. Boven op het deksel staat een duif, als symbool van de Heilige Geest.
- 1990: De paardendief, Aalsmeer.
- 1998: Paarden, bij het gemeentehuis, Geldermalsen.
- 2000: Duiker, Emmen.
- 2000: Levenslijn, voor de aula van het Crematorium Kranenburg Zwolle
- 2001: De Roofridder, Kuinre. Gebaseerd op verhalen over Heynric die Crane, heer van Kuinre. Geplaatst in het kader van de herindeling 2001.[3]
- 2002: De hoge duiker, Grootebroec.
- 2004: De zilveren zee, De Bijenkorf, Amsterdam.
- 2011 Schreeuw in het heelal, drie beelden van Hanneke de Munck in een abstracte compositie van Van den Bos, voor het altarenproject.[4]
- voor 2013: penning voor de Jeanne Oosting Prijs.

## Foto's

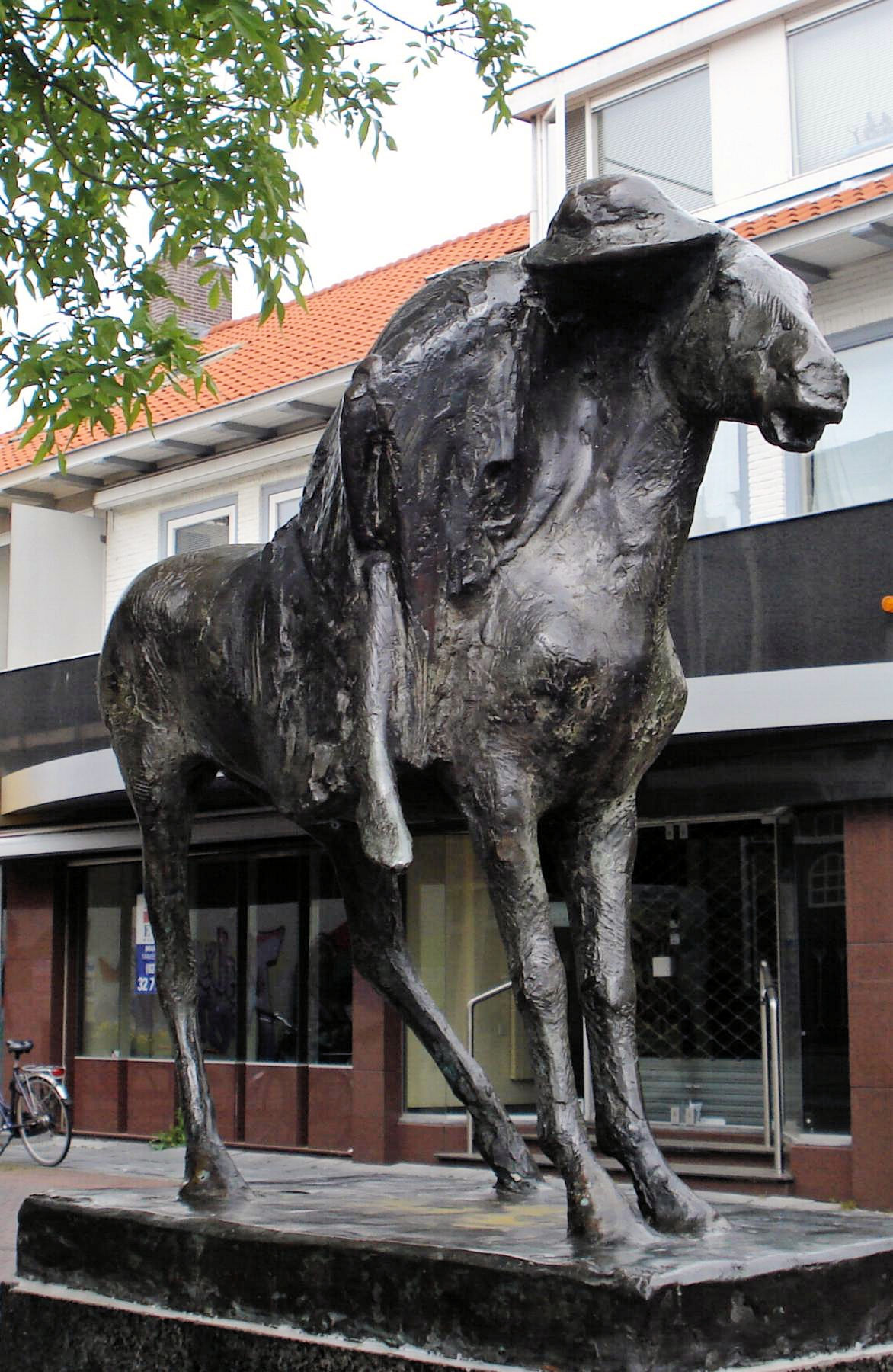
De paardendief (1990)
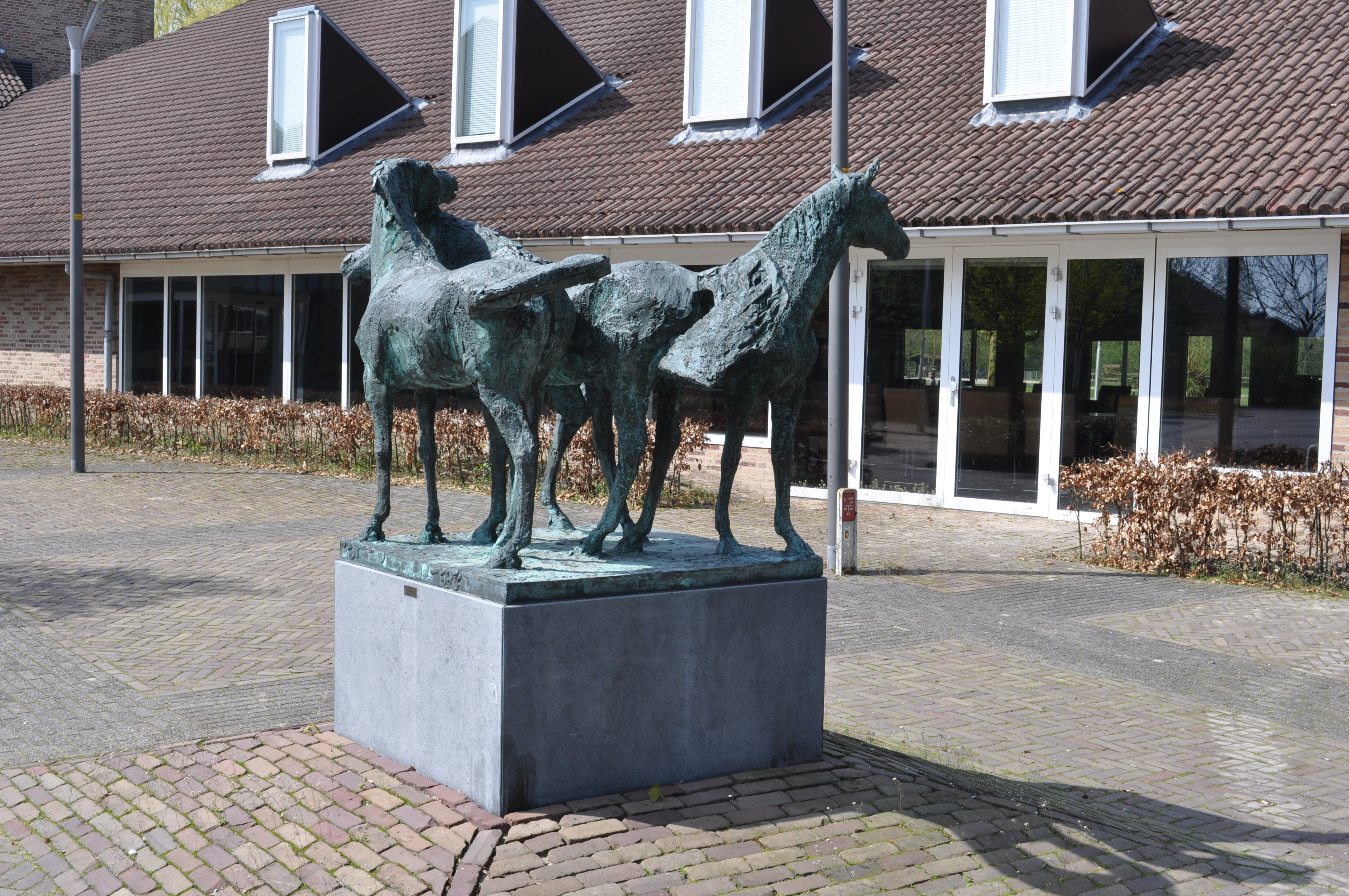
Paarden (1998)